# Draba paucifructa
Draba paucifructa là một loài thực vật có hoa trong họ Cải. Loài này được Clokey & C.L.Hitchc. mô tả khoa học đầu tiên năm 1939.